# Bas (rivière)
Pour les articles homonymes, voir Bas.
Le Bas est un ruisseau qui traverse le département des Landes et un affluent droit du Gabas dans le bassin versant de l'Adour.

## Hydronymie
Le Bas prend le nom de Grand Bas entre Miramont-Sensacq et sa confluence avec le Petit Bas.

## Géographie
D'une longueur de 28,5 kilomètres, il prend sa source sur la commune de Lauret (Landes), au lieu-dit Maupéou, le long de la D314, à l'altitude de 190 mètres.
Il coule du sud-est vers le nord-ouest et se jette dans le Gabas à Eyres-Moncube, à 400 m à l'est du lieu-dit Artiguenabe, à 49 mètres d'altitude.

## Communes et cantons traversés
Dans le département des Landes, le Bas traverse quatorze communes et trois cantons. Depuis l'amont vers l'aval : Lauret (source), Pimbo, Miramont-Sensacq, Mauries, Clèdes, Payros-Cazautets, Geaune, Castelnau-Tursan, Urgons, Bats, Vielle-Tursan, Sarraziet, Coudures et Eyres-Moncube (confluence).
Soit en termes de cantons, le Bas prend source dans le canton de Geaune, arrose le canton d'Aire-sur-l'Adour et conflue dans le canton de Saint-Sever.

## Affluents
Le Bas a sept affluents référencés :
- le ruisseau de Marcusse (rd), 5,65 km[4],
  - deux petits affluents référencés[5],[6] ;
- le ruisseau le Petit Bas (rg), 9,1 km9,04 km[7],
  - six petits affluents référencés[8],[9],[10],[11],[12],[13] ;
- le ruisseau de Lescoulis (rd), 5,56 km[14],
  - trois petits affluents référencés[15],[16],[17] ;
- le ruisseau de Bidaou (rg), 2,72 km[18] ;
- le ruisseau de Lescu (rd), 4,72 km[19],
  - deux petits affluents référencés[20],[21] :
- le ruisseau de l'Estéla (rg), 4,89 km[22] ;
- le ruisseau de Fabian (rd), 3,9 km[23].